# Hjeltholmen
Hjeltholmen ist eine Insel am südlichen Ende des Hjeltefjords in der Gemeinde Øygarden in der norwegischen Provinz Vestland.
Die Insel liegt am nördlichen Ende der Insel Litlesotra und erstreckt sich von Nordosten nach Südwesten über etwa 300 Meter, bei einer Breite von bis zu etwa 180 Metern. Unmittelbar südöstlich, nur etwa 50 Meter entfernt, liegt die kleinere Insel Lauvholmen. Nördlich, durch den Storasundet getrennt, befindet sich die Insel Storsundholmen. Auf Hjeltholmen werden Höhen von bis zu 24,3 Metern erreicht.
Hjeltholmen ist mit diversen Wohngebäuden, überwiegend wohl als Ferienhäuser genutzt, bebaut. Es bestehen private Anlegestellen.